# Nastasee
Nastasee war eine amerikanische Crossover-Band aus Bergen County, New Jersey.

## Geschichte
Die Band wurde 1996 von Dan Nastasi gegründet, der zuvor u. a. Hauptsongwriter von Mucky Pup und Mitgründer von Dog Eat Dog war. Letztgenannte Band verließ er aus familiären Gründen, da deren ausschweifende Live-Pläne nicht zu seinen privaten Plänen passten.
Gegenüber der Zeitschrift Metal Hammer bezeichnete er das 1996 via SPV veröffentlichte Debütalbum Trim the Fat als „kein reines Solo-Album“ und Nastasee aber auch als „keine richtige Band“. Dies begründete er damit, dass er gesungen, den Bass und einen Großteil der Gitarren eingespielt habe und ihm beim Rest Freunde geholfen hätten. Bei der Plattenkritik in der Zeitschrift wurden die Riffs als „Topper fast als auf Mucky Pups Now oder auf Dog Eat Dogs All Boro Kings“ bezeichnet, aufgrund der zeitlichen Distanz zur Veröffentlichung von Trim the Fat von sechs bzw. zwei Jahren auch als abgenutzt. Die MusikWoche kündigte in ihrer Neuheitenrubrik hinsichtlich des Nastasee-Debüts „groovende Rhythmen mit beißenden Raps und saftige Gitarren-Riffs mit erdigen Bläsern“ an, hob aber keine Eigenkomposition, sondern das War-Cover Why Can’t We Be Friends hervor. Der Rezensent des Rock Hard bezeichnete den Stil des Debütalbums als „Blechtröten-Core“ mit „hitverdächtigen Mittanzern und -hüpfern“, mit denen Nastasi Brücken schlage „zwischen seinem vergangenen und gegenwärtigen Schaffen“.
Das zweite Album Ule Tide wurde im Metal Hammer besser besprochen: Nastasi sei „spürbar gereift“ und hetze „mit großer Stimme und passender Instrumentierung“ durch „neun fesselnde Kompositionen“. Zu einem entgegengesetzten Urteil kam beispielsweise Whiskey Soda: Mit „Sprechgesang, Hip Hop Beats, Gitarrenriffs u.s.w.“ erfülle das Album zwar alle Klischees des Crossover, trotzdem „wolle der Funken nur quälend überspringen“, da es zu „eintönig“ sei und „jeglicher Drive“ fehle, „der den Crossover zur Partymucke Numero eins“ werden ließ.

## Diskografie
- 1996: Trim the Fat (Album)
- 1997: Ule Tide (Album)